# 公文

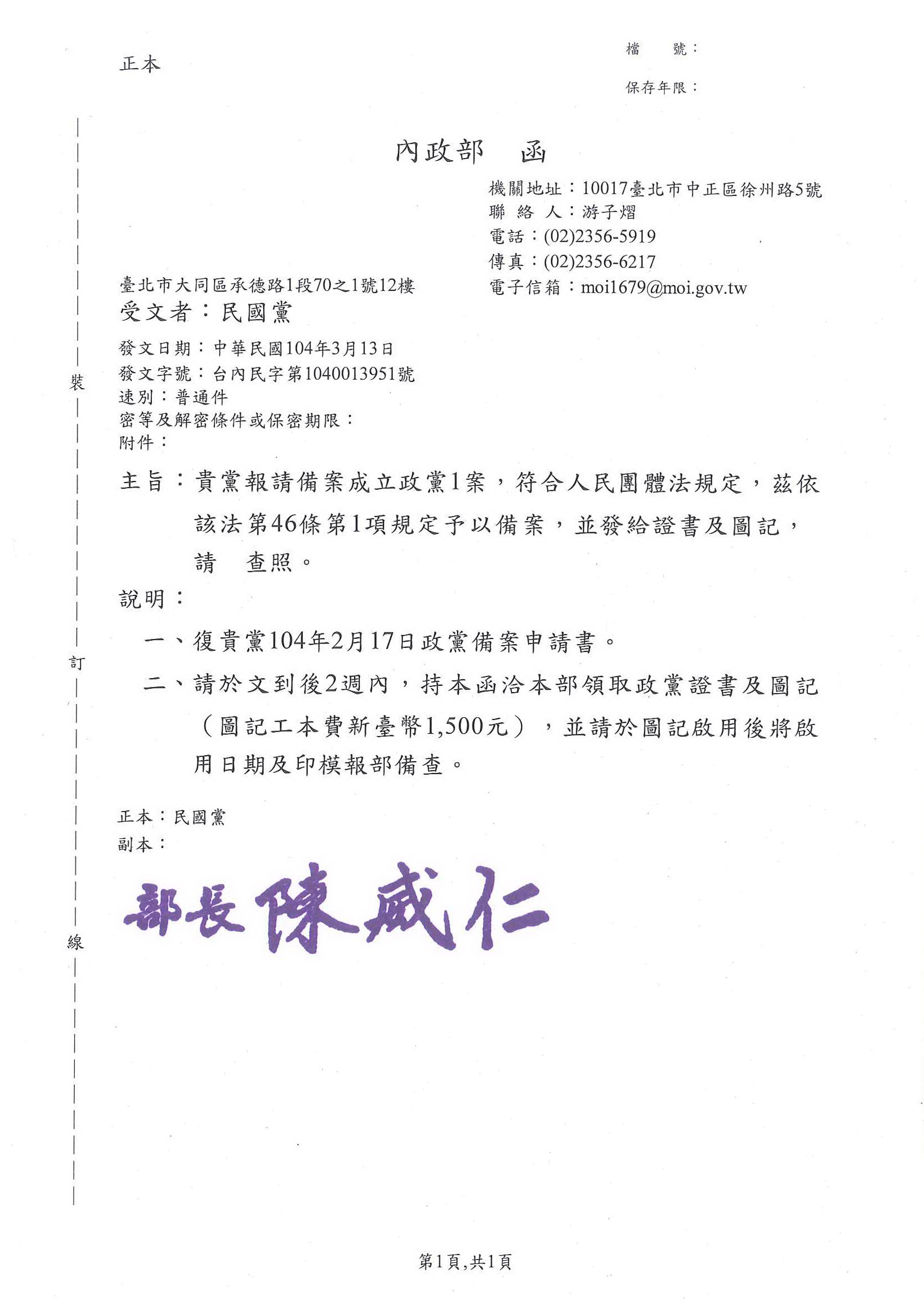
中华民国的一种公文格式。

公文，全称是公务文书，是一种有一定格式的应用文，用于机关团体或企事单位等社会组织以文字的方式办理公务。公文的格式有法定的格式，也有约定俗成的、没有严格限制的格式。公文的作者，一般只能是法定的社会组织及其法人代表。
公文之主要作用有规制令使作用；明事通情作用；参谋决策作用；宣传舆论作用；商洽联络作用；存储凭证作用。

## 構成要件

### 實質要件
指公文之內容所應具備之條件，包括：
1. 須與處理公務有關。
2. 須收文者或發文者至少有一方為政府機關或團體。
3. 須有具體主張與明確目的，使對方瞭解，收到預期效果。
4. 須正確認定事實適用法令。
5. 用合宜之公文名稱與用語，以達簡、淺、明、確效果。

### 形式要件
指公文於形式上應具備一定之項目與格式，包括：
1. 須有負責之表示。（如簽署、蓋印章戳或副署）
2. 須有時間之表示。（如製作及發文時間，並加註文號）
3. 須合於現行法定格式。（用紙、格式、細項）
4. 本文原則上須分段敘述，並具實質意涵（即為一定之作為或特定事物之告知），其表達方式為由左而右之橫行格式。

### 程序條件
指公文須循法定程序為之(即為要式行為)，包括：
1. 須依權責製作處理
2. 須循規定程序傳遞

## 各地公文制式

### 中华人民共和国
中華人民共和國法律《党政机关公文处理工作条例》规定，公文种类主要有：
1. 决议。适用于会议讨论通过的重大决策事项。
2. 决定。适用于对重要事项作出决策和部署、奖惩有关单位和人员、变更或者撤销下级机关不适当的决定事项。
3. 命令（令）。适用于公布行政法规和规章、宣布施行重大强制性措施、批准授予和晋升衔级、嘉奖有关单位和人员。
4. 公报。适用于公布重要决定或者重大事项。
5. 公告。适用于向国内外宣布重要事项或者法定事项。
6. 通告。适用于在一定范围内公布应当遵守或者周知的事项。
7. 意见。适用于对重要问题提出见解和处理办法。
8. 通知。适用于发布、传达要求下级机关执行和有关单位周知或者执行的事项，批转、转发公文。
9. 通报。适用于表彰先进、批评错误、传达重要精神和告知重要情况。
10. 报告。适用于向上级机关汇报工作、反映情况，回复上级机关的询问。
11. 请示。适用于向上级机关请求指示、批准。
12. 批复。适用于答复下级机关请示事项。
13. 议案。适用于各级人民政府按照法律程序向同级人民代表大会或者人民代表大会常务委员会提请审议事项。
14. 函。适用于不相隶属机关之间商洽工作、询问和答复问题、请求批准和答复审批事项。
15. 纪要。适用于记载会议主要情况和议定事项。

在上述种类之外，贺信、贺电、讣告、申請書等也属于公文。

### 中华民国

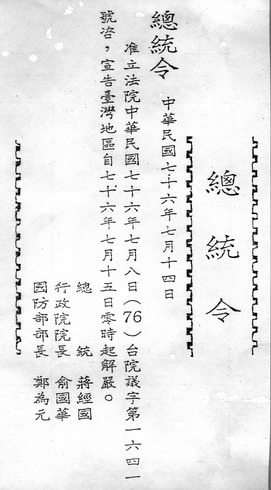
1987年中華民國總統的解嚴令，屬公文的「令」

中華民國法律《公文程式條例》，於1972年1月25日修正公布時將政府公文種類分為「令、呈、咨、函、公告、其他公文」，並於2004年將沿襲已久的公文直式書寫習慣全面改為「由左而右」之橫式書寫。字体使用标楷体。正文有一定的格式、用語及用字規範，行文风格目标为「簡淺的文言文、濃縮的白話文」。
依《公文程式条例》规定，公文程式之类别如下：
1. 令：公布法律、任免、奖惩官员，总统、军事机关、部队发布命令时用之。
2. 呈：对总统有所呈请或报告时用之。
3. 咨：总统与立法院、监察院公文往复时用之。
4. 函：各机关间公文往复，或人民与机关间之申请与答复时用之。
5. 公告：各机关对公众有所宣布时用之。
6. 其他公文。